# فريق تورو روسو

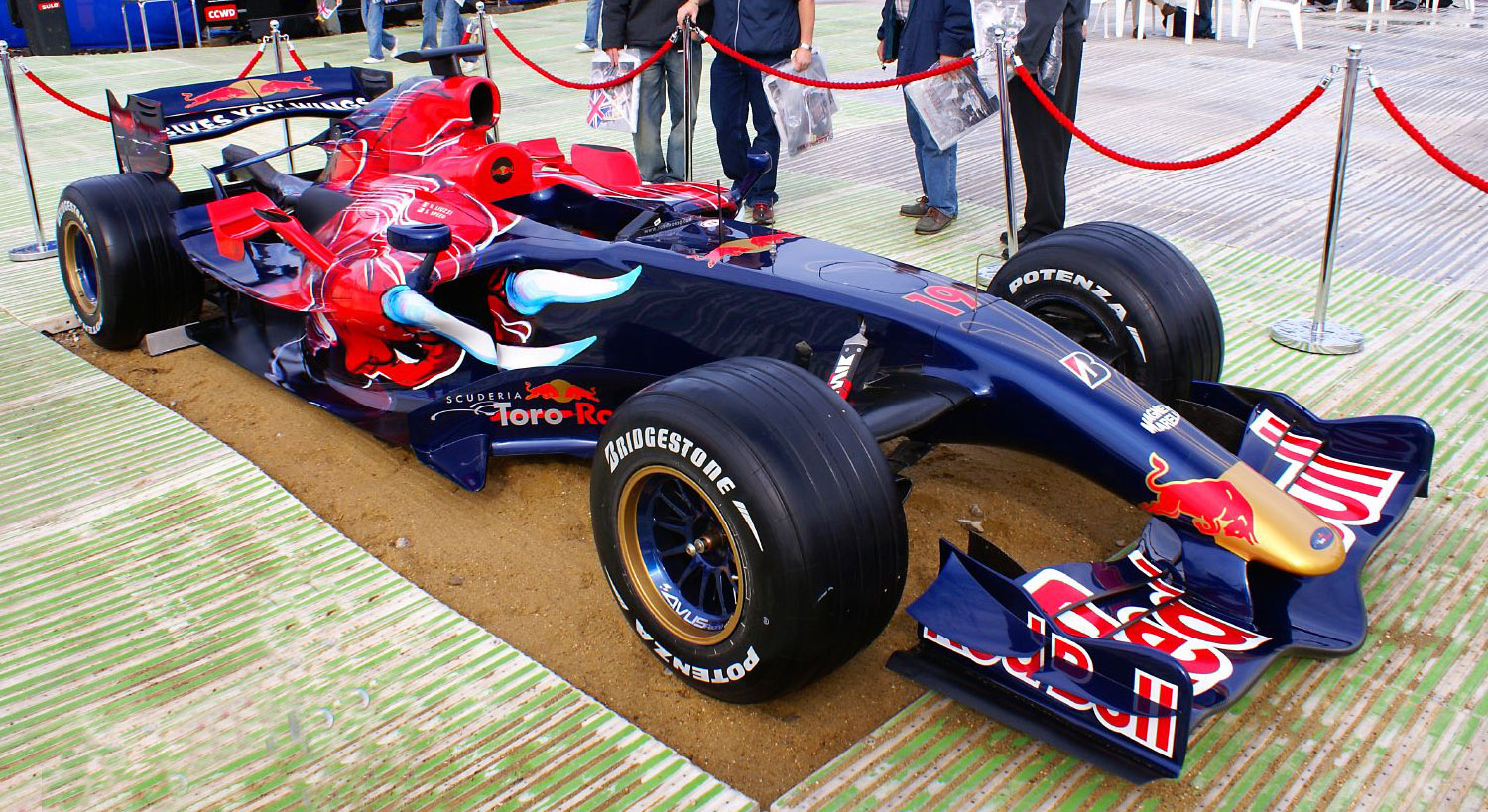
سيارة الفريق لعام 2007 اس تي ار 2

فريق سيكودريا تورو روسو (بالإيطالية: Scuderia Toro Rosso)‏ هو فريق لسباقات السيارات من فئة الفورمولا واحد، يقع مقر الفريق بمدينة فاينسا الإيطالية. أكمل فريق تورو روسو مشوار فريق ميناردي في سباقات الفورمولا واحد في عام 2006 واستعمل محركات V8 من فيراري. بدأ هذا الفريق المدعوم من ريد بول التي تملكه بإظهار بعض الأداء الجيد في بداية الموسم نسبة لسائقيه فيتانتونيو ليوزي وسكوت سبيد الذين لم يمتلكا أي خبرة. سرعان ما اتضح خلال الموسم أن الضوابط التي فرضها الاتحاد الدولي للسيارات على هذا المحرك كانت عائقاً لأدائه. لقد قدم الفريق عرضاً جيداً في عامه الأول وبالطبع تخطى توقعات الفريق الذي أكمل المشوار بدلاً منه فسجل نقطة وتغلب على فريقين آخرين. وقد مر الفريق بسباقات نافس فيها سيارات فريق ريد بول، فكان هناك ما يدعو مشجعيه للسرور. سجل ليوزي نقطة الفريق الوحيدة في سباق إنديانابوليس.
أمضى فريق ريد بول الثاني سباقاته الأولى من موسم 2007 محرجاً الفريق الأكبر (ريد بول) الذي عانى في التأقلم مع السيارة. ومع مرور الموسم سمحت خبرة السائقين الفريق الأكبر بالعودة إلى التفوق والسرعة. وبذلك بدا فريق تورو روسو فعلاً على أنه الفريق الأصغر أو الثاني في ريد بول. وقد حصلت خلافات خفية ومن ثم علنية بين السائقين وإدارة الفريق وبذلك تم استبدال الأميركي سكوت سبيد خلال الموسم. وصل سبستيان فيتيل وأعاد إحياء الفريق لكنه نادراً ما نافس على النقاط. وتغير أداء الفريق منذ اصطدم فيتيل بمارك ويبر في سباق اليابان أثناء قتالهما على لفوز بأحد مراكز منصة التتويج، إلا أن الشاب الصغير احتل المركز الرابع في حين احتل زميله ليوزي المركز السادس في الصين فاستفادا قدر الإمكان من استراتيجيتهما الهجومية في الطقس الماطر. وقد أنقذت نتيجة شانغهاي موسم الفريق فأنهى البطولة بالمركز السابع بفضل ذلك السباق عندما كان بالإمكان أن ينتهي الموسم بدون أي نقطة لفريق تورو روسو.
كانت أول مشاركة في سباقات الفورمولا واحد كانت في العام 2006 ، لم يحقق خلال مشاركته ببطولة الفورمولا واحد أي لقب للبطولة وكذلك الحال بالنسبة لسائقيه. وكان أول فوز له بسباق للجائزة الكبرى في المجر عام 2008 من خلال السائق سبستيان فيتيل .وحل خلالها الفريق في نهاية ذلك العام بالمركز السادس على قائمة الفرق المشاركة بالبطولة برصيد 39 نقطة.